# Park Sung-hwan
Park Sung-hwan (koreanisch 박성환; * 4. September 1984 in Jeju-do, Südkorea) ist ein Badmintonspieler.

## Sportliche Karriere
Park Sung-hwan wurde bei der Badminton-Juniorenweltmeisterschaft 2002 Erster im Doppel mit Han Sang-hoon. Bei den Asienmeisterschaften 2006 konnte er Bronze im Herreneinzel gewinnen. Bei Olympia 2008 wurde er Neunter.

## Sportliche Erfolge
| Saison | Veranstaltung                | Disziplin    | Platz | Name                           |
| ------ | ---------------------------- | ------------ | ----- | ------------------------------ |
| 2002   | Junioren-Weltmeisterschaft   | Herrendoppel | 1     | Han Sang-hoon / Park Sung-hwan |
| 2005   | Indonesia International      | Herreneinzel | 1     | Park Sung-hwan                 |
| 2006   | Asienmeisterschaft           | Herreneinzel | 3     | Park Sung-hwan                 |
| 2008   | Olympia                      | Herreneinzel | 9     | Park Sung-hwan                 |
| 2008   | Korea International          | Herreneinzel | 1     | Park Sung-hwan                 |
| 2009   | Südkoreanische Meisterschaft | Herreneinzel | 1     | Park Sung-hwan                 |
| 2011   | Swiss Open                   | Herreneinzel | 1     | Park Sung-hwan                 |